# Еврьо
Вижте пояснителната страница за други значения на Еврьо.
Еврьо̀ (на френски: Évreux, [evʁø]) е град в северна Франция, административен център на департамента Йор в регион Нормандия. Населението му е около 48 000 души (2017).
Разположен е на 92 метра надморска височина в Парижкия басейн, на река Итон и на 48 километра южно от Руан. През галската епоха е главен град на племето ебуровици, а през Средновековието е център на църковен диоцез и графство, чието име носи управлявалата в Навара династия Еврьо.

## Известни личности
Починали в Еврьо
- Ален Жесюа (1932 – 2017), режисьор